# Municipio de Alexanter
El municipio de Alexanter (en inglés: Alexanter Township) es un municipio ubicado en el condado de Pierce en el estado estadounidense de Dakota del Norte. En el año 2010 tenía una población de 28 habitantes y una densidad poblacional de 0,3 personas por km².

## Geografía
El municipio de Alexanter se encuentra ubicado en las coordenadas 47°59′17″N 99°51′54″O / 47.98806, -99.86500. Según la Oficina del Censo de los Estados Unidos, el municipio tiene una superficie total de 92.93 km², de la cual 91,05 km² corresponden a tierra firme y (2,02 %) 1,88 km² es agua.

## Demografía
Según el censo de 2010, había 28 personas residiendo en el municipio de Alexanter. La densidad de población era de 0,3 hab./km². De los 28 habitantes, el municipio de Alexanter estaba compuesto por el 100 % blancos. Del total de la población el 0 % eran hispanos o latinos de cualquier raza.